# 谷村一哉
谷村一哉（たにむら かずや、1978年12月15日-）は、日本の競艇選手（ボートレーサー）。
山口県出身。山口支部所属。登録番号は3961。82期。同期には菊地孝平などがいる。

## 来歴
1998年デビュー。
2014年8月の若松ボートレースメモリアルでSG初優出を果たし、絶好の1枠を得る。しかし本番ではインからST07と踏み込むも、2コースからタッチスタートを決めた白井英治のまくりを受け、6着に終わった。
2016年1月31日、地元徳山のG1徳山クラウン争奪戦でイン逃げを決め、G1初優勝。

## SG・G1優勝歴

### SG
- なし

### G1
- G1徳山クラウン争奪戦開設62週年記念(2016年1月31日)